# 市政府車站 (BMT百老匯線)
市政府車站（英語：City Hall station）是紐約地鐵BMT百老匯線的一個慢車地鐵站，位於曼哈頓市政中心及翠貝卡，設有R線（任何時候停站（深夜除外））、N線（僅深夜停站）、W線（僅平日停站）列車服務。

## 車站結構

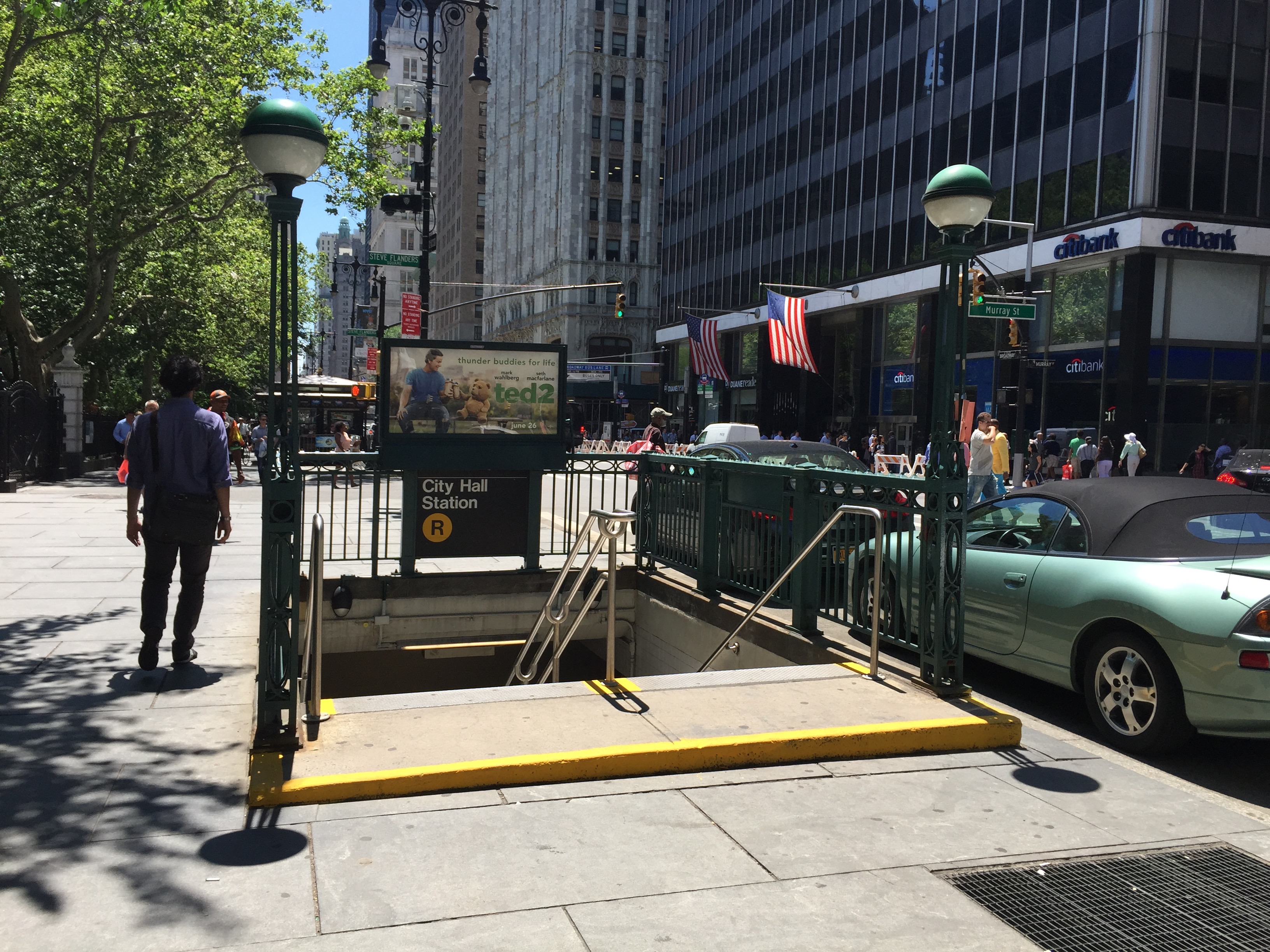
梅利街樓梯

| G          | 街道層                                        | 出入口                                                                                                |
| 1 上層月台 | 北行B2軌道                                    | 往森林小丘-71大道（堅尼街） · 平日（ 深夜）往迪特馬斯林蔭路（堅尼街）                                 |
| 1 上層月台 | 島式月台，左側開門                            | |
| 1 上層月台 | \| \| 閘機、車站詢問處、出入口、往下層樓梯 \| | |
| 1 上層月台 | 島式月台，左側開門                            | |
| 1 上層月台 | 南行B1軌道                                    | 往灣脊區-95街（科特蘭街） · 深夜時往康尼島-斯提威爾大道（科特蘭街） · 平日往白廳街-南碼頭（科特蘭街） |
| 2          | 夾層                                          | 儲車軌道                                                                                              |
| 3 下層月台 | B4軌道                                        | 無定期服務（只供工程車使用）                                                                          |
| 3 下層月台 | 未完工的島式月台，不使用                      | |
| 3 下層月台 | BM軌道                                        | 無定期服務（營運列車儲車軌道）                                                                        |
| 3 下層月台 | 島式月台，不使用                              | |
| 3 下層月台 | B3軌道                                        | 無定期服務（營運列車儲車軌道）                                                                        |
|            | 閘機、車站詢問處、出入口、往下層樓梯          | |

### 上層
上層設有一個很寬的島式月台和兩條軌道。北行軌道位於市政府公園下方，而南行軌道位於百老匯東側下方。

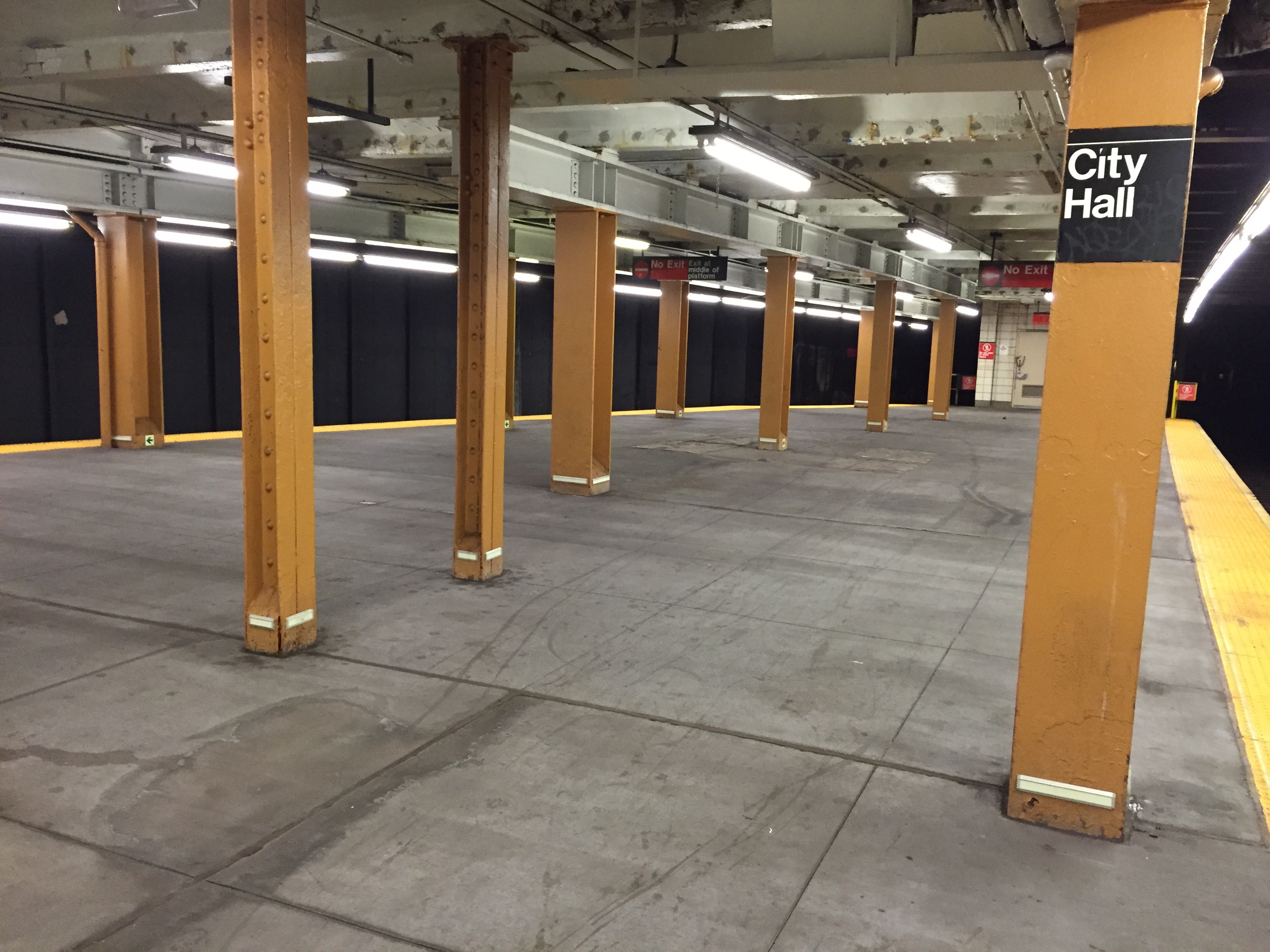
月台南端

市政府的管理塔興建前，上層北端有計劃興建剪式橫渡線（自車站興建、上層作為總站時就存在），現時由一間relay房佔用。車站南端，上城軌道轉向遠離牆壁，這要追溯到上層由總站轉為通過式車站時，由直線改成一條雙軌隧道。
此站以南，路線形成急彎，首先在維西街西轉，再在教堂街下方轉南前往科特蘭街。

### 下層

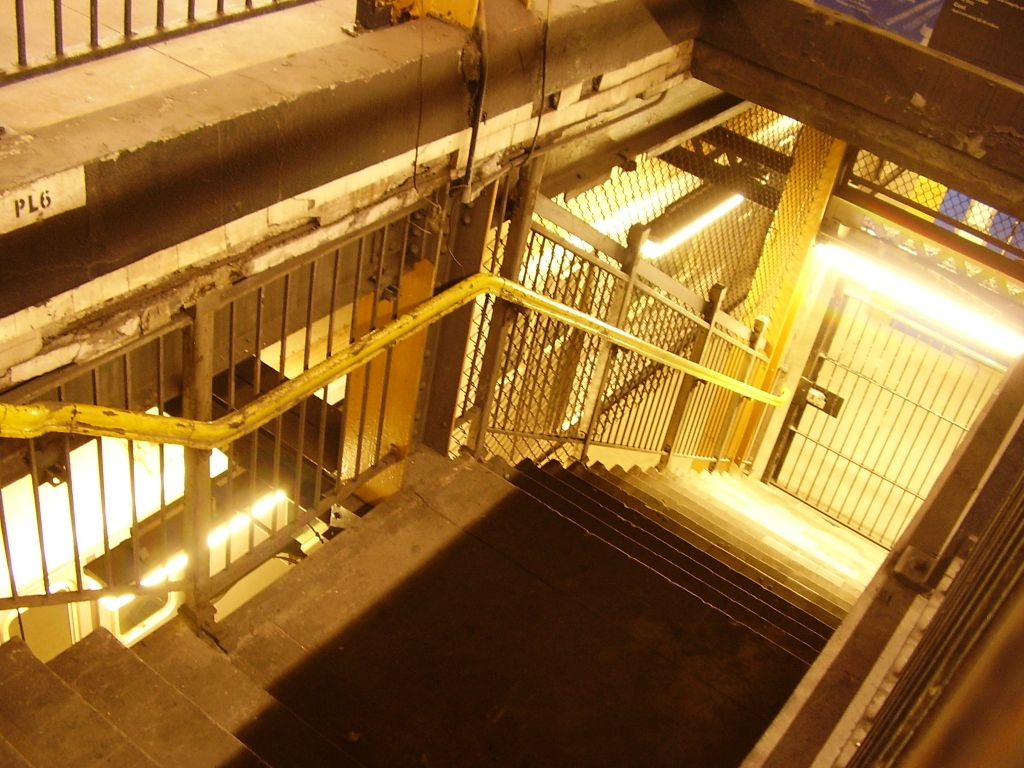
往下層樓梯

市政府車站是一個雙層車站，設有兩個未使用的下層島式月台，三條軌道，可從現時正在使用的上層月台一條樓梯抵達。該樓梯下降至西月台，東月台從未完工，也沒有可使用的樓梯。下層的中央軌道用作兩個方向的短途運行，配置與更南面的白廳街-南碼頭車站類似。
起初計劃是讓慢車軌道以上層為總站，而快車則使用下層繼續前往曼哈頓下城和通過蒙塔格街隧道。然而工程接近完畢時計劃發生變化，因此此站的下層從未使用（除非繁忙時段儲車外），與堅尼街上層的中央快車軌道儲車軌一樣（連往「暫時」改道到曼哈頓大橋以便通過該橋的列車使用）。另一個影響是上層車站南端需要下斜。這是因為月台延長和上層向南改下造成，而不是讓下層維持相同的高度繼續前往曼哈頓下城。下層地板繼續到車站以南，直至上層斜坡下降、天花板變低時消失。下層從未用作營運之用。只有西月台完工，較短的東月台未曾完工。
下層月台只可容許480英呎的8節60英呎長的列車，與BMT東分部的月台相近。三條軌道其中兩條可以使用，但正常情況下，最西和中央軌道只用作儲車之用。下層最東軌道不可使用，因為它沒有第三軌。東軌道的第三軌道供電何時拆除仍然不詳。

## 延伸閱讀
- Lee Stokey. Subway Ceramics : A History and Iconography. 1994. ISBN 978-0-9635486-1-0

## 外部連結
- nycsubway.org—BMT Broadway Subway: City Hall
- Station Reporter — N Train
- Station Reporter — R Train
- Abandoned Stations — City Hall (BMT) lower level （页面存档备份，存于）
- Broadway and Murray Street entrance from Google Maps Street View （页面存档备份，存于）
- Broadway and Warren Street entrance from Google Maps Street View （页面存档备份，存于）
- Platform from Google Maps Street View